# Cyrtosperma johnstonii
Cyrtosperma johnstonii är en kallaväxtart som först beskrevs av Nicholas Edward Brown, och fick sitt nu gällande namn av Nicholas Edward Brown. Cyrtosperma johnstonii ingår i släktet Cyrtosperma och familjen kallaväxter. Inga underarter finns listade.

## Bildgalleri

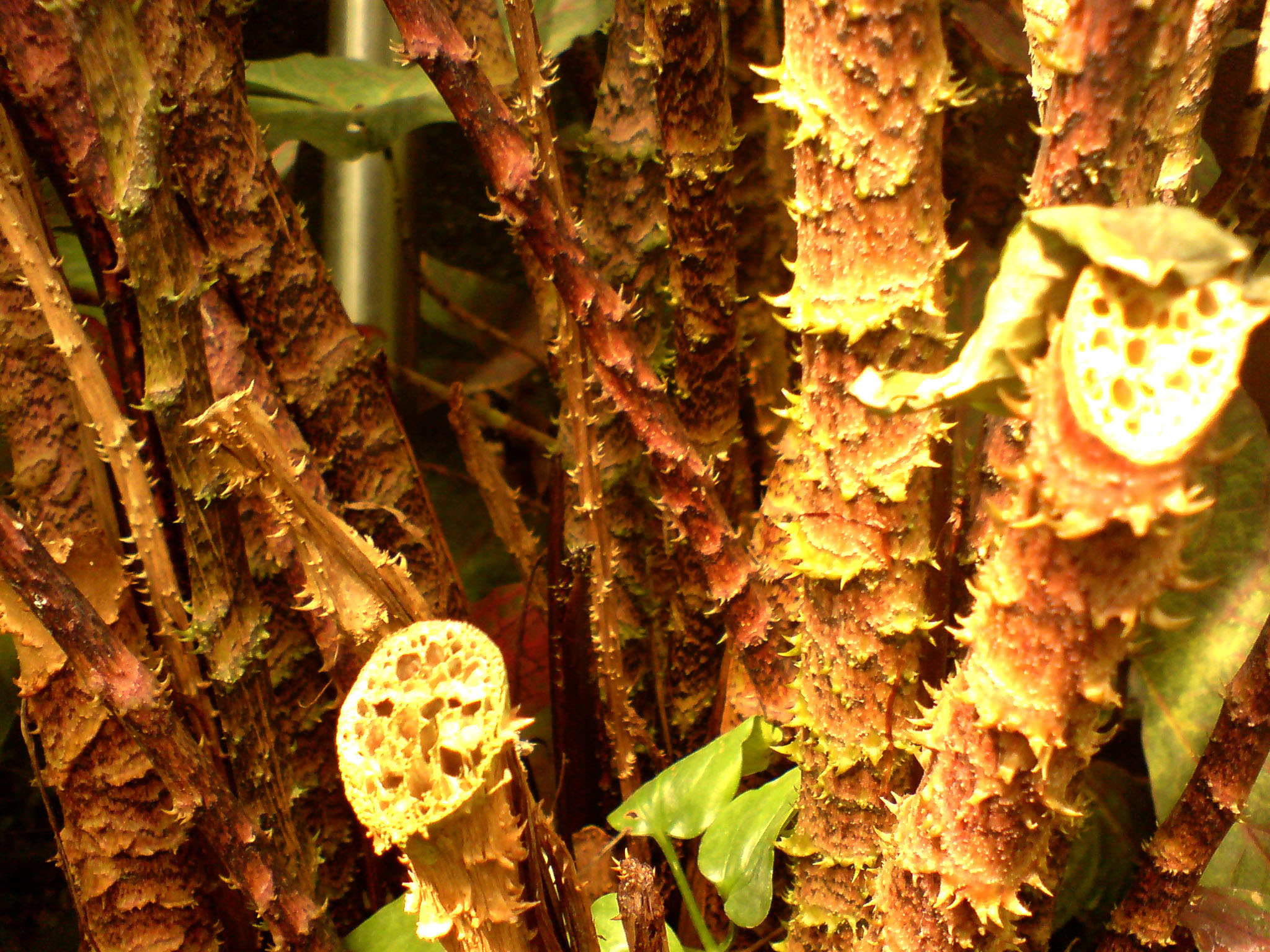
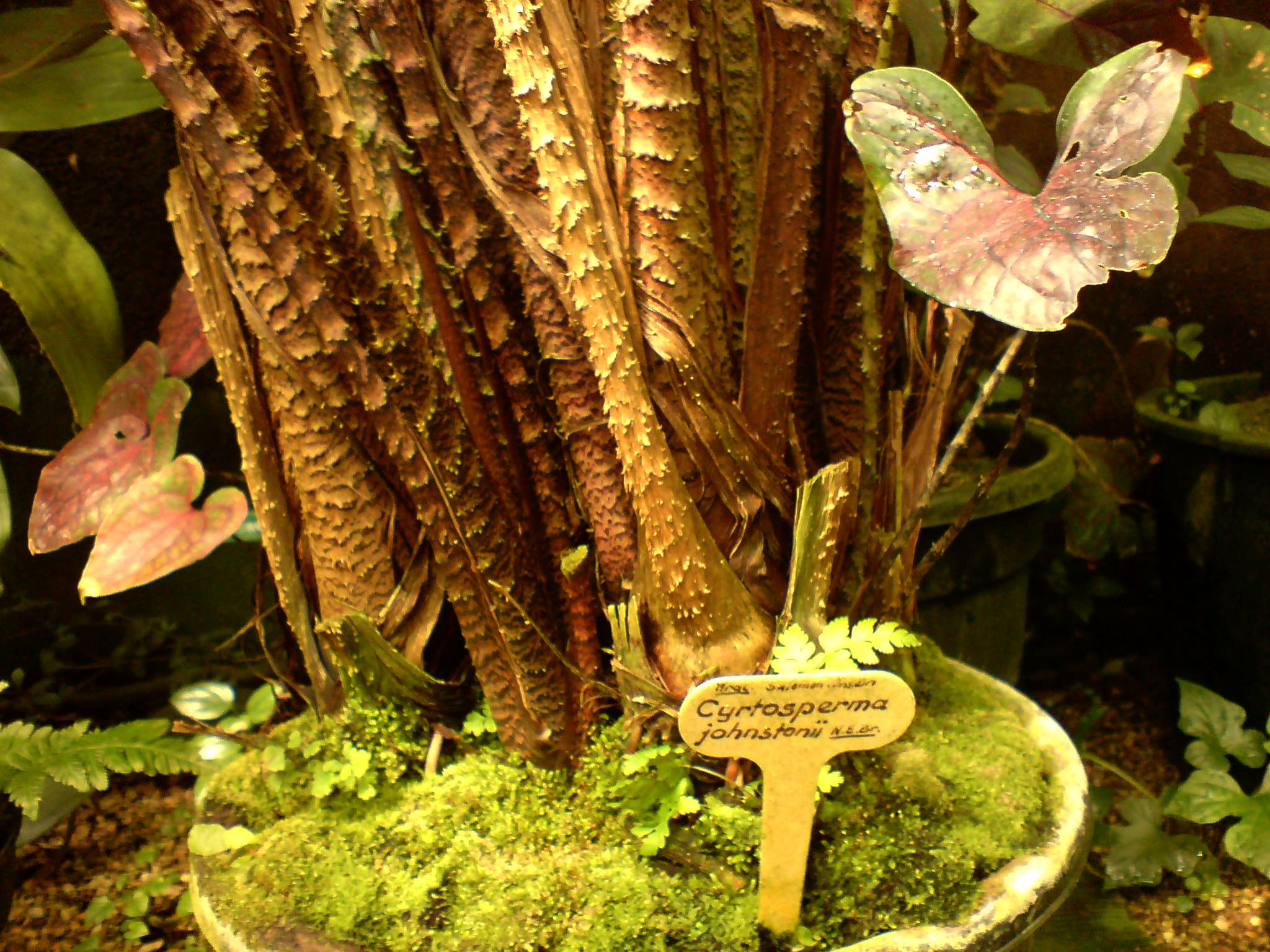
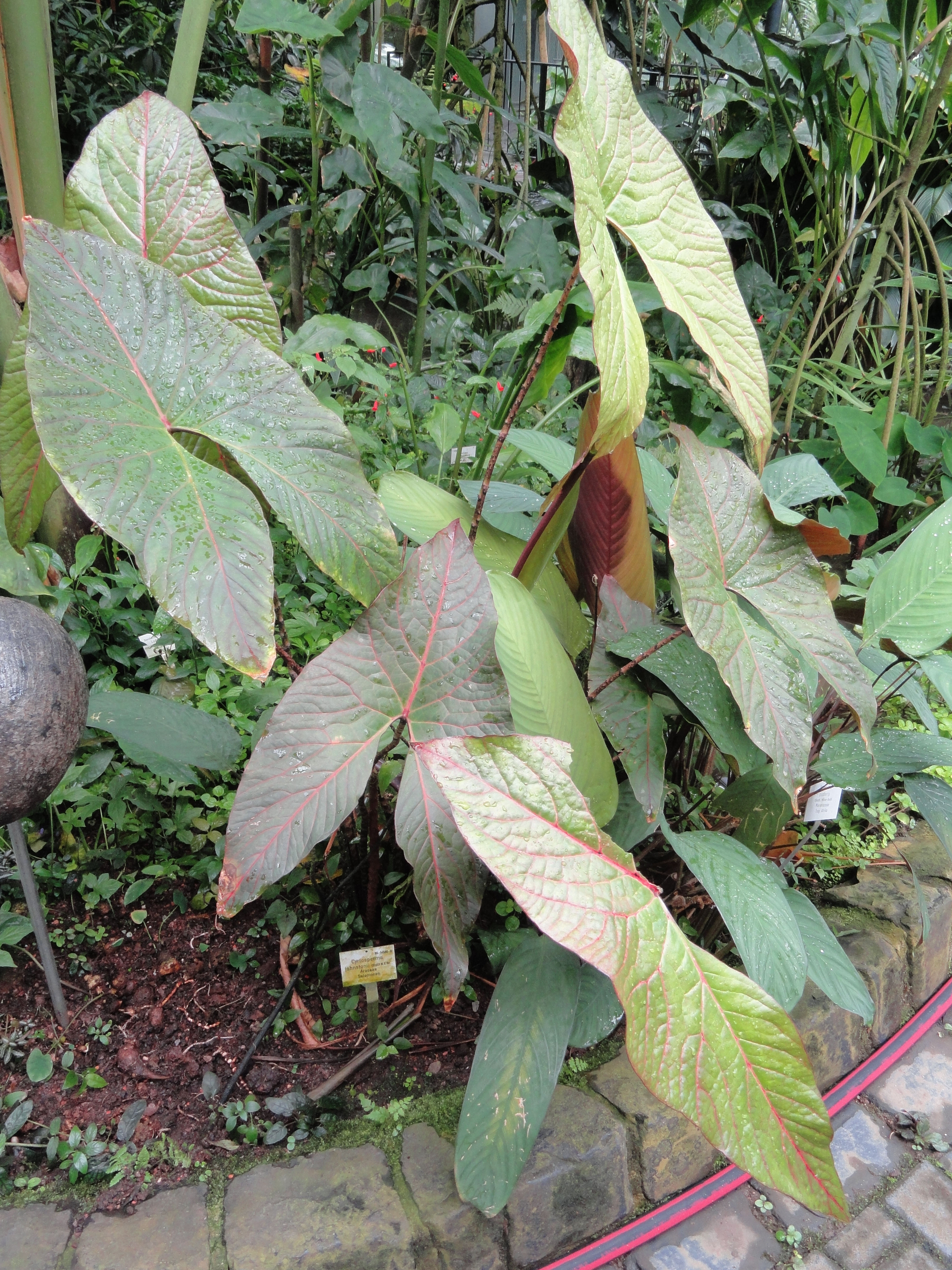